# Pseudomys oralis
Pseudomys oralis és una espècie de mamífer rosegador de la família dels múrids. És endèmic d'Austràlia, on viu a altituds d'entre 300 i 1.250 msnm. El seu hàbitat natural són els boscos esclerofil·les i d'altres tipus. Està amenaçat per la fragmentació de les seves poblacions, la depredació pels gats ferals i les guineus, la tala d'arbres i els incendis forestals. El seu nom específic, oralis, significa ‘oral’ en llatí.